# Analisi delle tracce d'uso
L'analisi delle tracce d'uso è un metodo utilizzato in archeologia per analizzare e studiare i segni che gli strumenti registrano sulla loro superficie al momento di un uso ripetuto. 
In particolare questo tipo di analisi viene fatto su materiali di interesse archeologico, che siano essi in pietra, osso, legno, metallo o altro, relativamente ad un lasso di tempo che va dal Paleolitico fino all'Età dei metalli e oltre.
L'analisi si basa sull'analogia tra le tracce riscontrate sui manufatti antichi e quelle riportate da strumenti usati sperimentalmente, strumenti questi ultimi creati ed utilizzati secondo tecniche di manifattura e materie prime del tutto paragonabili a quelle antiche.
Infatti gli strumenti antichi conservano sulla loro superficie le tracce prodotte dal contatto con le materie lavorate, che essendo di natura differente (legno, osso, pelle, metallo, conchiglia, pietra, vegetali, ...) producono tracce differenti e differenziabili.
L'osservazione delle tracce d'uso viene fatta a vari livelli di dettaglio. Si comincia analizzando la superficie del manufatto ad occhio nudo. In seguito ci si serve di un microscopio di tipo stereomicroscopio che permette un'osservazione a basso ingrandimento (in genere fino a 50X). Secondo il tipo di materia prima impiegata e le tracce ricercate, ci si serve anche di strumenti più potenti, come il microscopio metallografico a fondo chiaro, che permette un'osservazione ad alto ingrandimento (fino anche a 500X) e, all'occorrenza, anche del microscopio elettronico a scansione (ingrandimenti fino a migliaia di volte), che permette inoltre l'analisi chimica dei residui incrostati sulla superficie del manufatto.
Questo approccio di studio ai materiali antichi (osservazione a basso ed alto ingrandimento e verifica tramite l'analogia sperimentale) si deve al prof. S.A. Semenov, ricercatore a Leningrado agli inizi degli anni '40. In occidente questa metodologia è stata conosciuta agli inizi degli anni '60 (grazie ad una traduzione dal russo della sua opera principale) e da allora è stata sistematizzata e migliorata, grazie anche al progresso fatto in ambito scientifico dei sistemi di osservazione microscopica. 
Oggi sono numerosi gli studiosi di questa disciplina, sia in Europa che oltreoceano, nonché in Asia e in Australia.